# Supersypnoides pseudosabulosa
Supersypnoides pseudosabulosa là một loài bướm đêm trong họ Noctuidae.